# 梅嫩德斯·佩拉约图书馆和故居博物馆

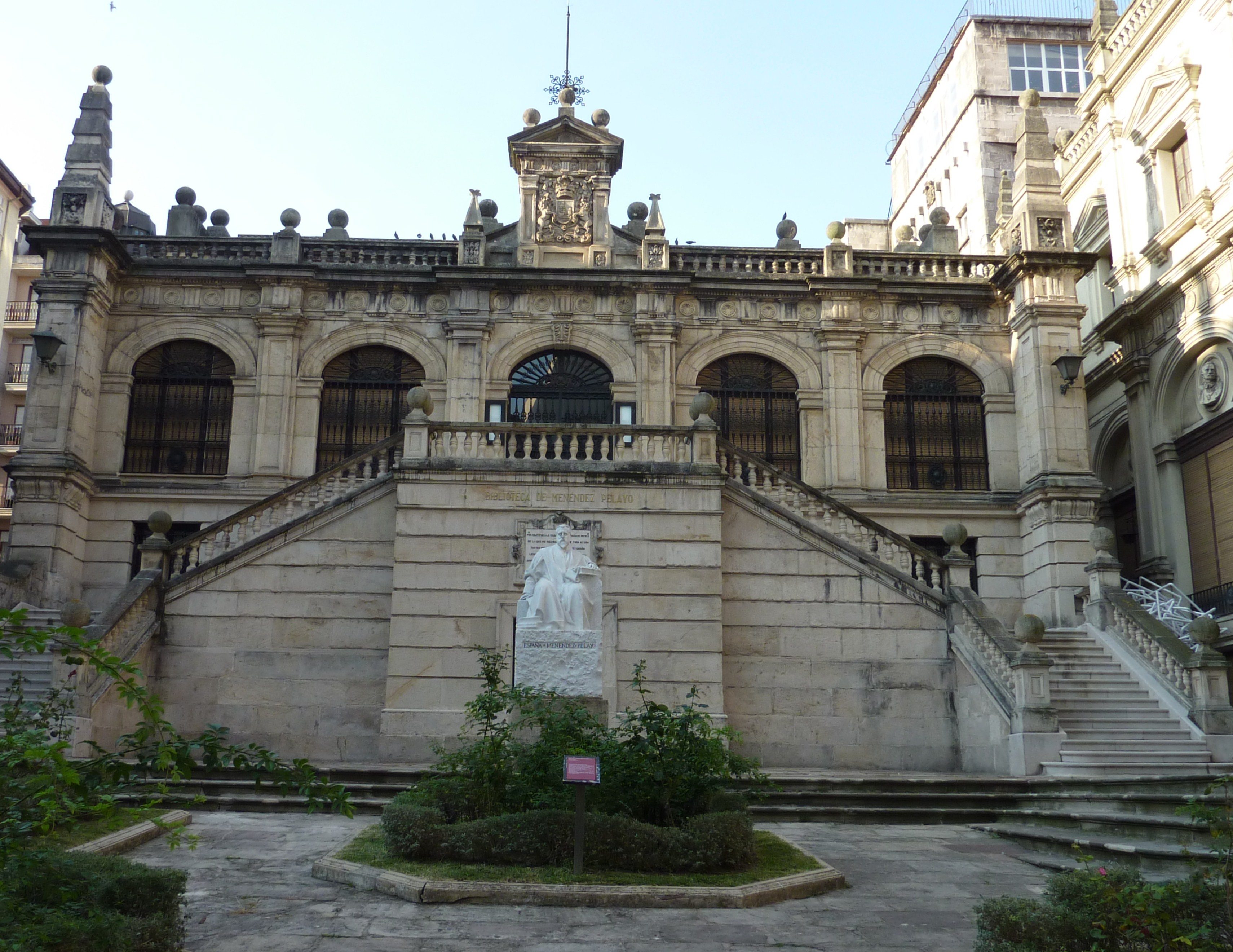

梅嫩德斯·佩拉约图书馆和故居博物馆（西班牙語：Biblioteca y casa-museo de Marcelino Menéndez Pelayo）位于西班牙坎塔布里亚桑坦德。这座藏书约42000册的图书馆是这位著名作家马塞利诺·梅嫩德斯·佩拉约在世时的财产，在他去世后，根据遗嘱交给桑坦德市议会。
藏书包括17位不同作者的1032份手稿、论文和信件，以及42500份印刷品，其中22份属于15世纪，1124份属于16世纪，1225份属于17世纪，2839份属于18世纪，35260份属于19世纪和20世纪。除此之外，还应增加870种期刊。所有这些都是梅内德斯·佩拉约自己挑选的书籍，他通过查阅、阅读、知识和学习这些书籍和其他图书馆，完成了一部非常丰富的学术著作，反映了他对知识的渴望。他死后，他宣读了一份遗嘱，将他的海量藏书捐赠给桑坦德市政厅，供研究人员和公众使用。
这座建筑是在1912年马塞利诺·梅内德斯·佩拉约去世后建造的，桑坦德市政厅接受了他的大量藏书。1913年，市政当局委托出生于卡斯特罗-乌尔迪亚莱斯的建筑师莱昂纳多·鲁卡巴多（Leonardo Rucabado）设计这座建筑，于1915年开始施工。
图书馆符合历史主义的美学潮流，大量使用埃雷拉图案。立面设有双层楼梯。图书馆的内部从东到西分为三个长方形的中堂。中部最高，通过一个巨大的玻璃窗采光，中间是皇家纹章。另外两扇窗户照亮了东立面和西立面。中堂有一个宏伟的书架，用橡木制成，有新古典主义的味道。
图书馆的花园里有一尊梅内德斯·佩拉约的雕像，由马里亚诺·本利尔（Mariano Benlliure）用白色大理石制成。匾额上刻着马塞利诺遗嘱中的第一句话，他在遗嘱中把他的图书馆遗赠给了市政厅，并感谢桑坦德“在我的一生中给予了如此多的尊重和爱”。莱昂纳多·鲁卡巴多（Leonardo Rucabado）于1918年去世，推迟了图书馆的开放，直到1923年才开放，国王出席了开幕式。
图书馆后立面的对面是梅嫩德斯·佩拉约家族故居（casa de la familia Menéndez Pelayo）。这是一座法国式建筑，建于1876年。一楼有餐厅和客厅，顶层是马塞利诺的兄弟恩里克的办公室，以及他去世时的房间和床。
它们与图书馆属于同一建筑群：
- 桑坦德市立图书馆（Biblioteca Municipal de Santander）
- 桑坦德和坎塔布里亚现代和当代艺术博物馆